# Domaingrabbing
Der Begriff Domaingrabbing (auch: domain warehousing) bezeichnet die (mitunter missbräuchliche) Registrierung einer größeren Anzahl von Internet-Domainnamen.
Im Gegensatz zum Cybersquatting (Cyberbesetzen), bei dem vorrangig bekannte Unternehmens-, Marken- oder Produktnamen als Domains registriert und dem jeweiligen Rechteinhaber zum Kauf angeboten werden, bezieht sich Domaingrabbing großteils auf die Registrierung von Gattungsbegriffen. So werden beispielsweise Wörter des täglichen Gebrauchs in allen denkbaren Formen und Top-Level-Domains registriert (z. B. gehalt.example, mehr-gehalt.example, top-gehalt.example).

## Übersicht
Ziel ist es, entweder diese Domains gewinnbringend zu verkaufen oder durch deren aktive Nutzung Besuchern zu suggerieren, eine Webseite zu einem bestimmten Thema oder Begriff zu sein, obwohl der Inhalt wenig mit dem als Domainnamen benutzten Begriff zu tun hat. So werden häufig Pseudo-Suchmaschinen nur betrieben, um die eingefügten Werbelinks zu vermarkten, ohne die Vorteile echter Suchmaschinen zu bieten. Oftmals bedient man sich auch automatisiert generierter Inhalte oder einer Ansammlung reiner Werbelinks, dem sogenannten Domainparking. Als Typosquatting bezeichnet wird es, wenn die Bekanntheit einer Domain ausgenutzt wird, um ähnlich geschriebene Domains zu registrieren.
Eine Abgrenzung zwischen Domaingrabbing im Sinne von Hamstern zu unterschiedlichsten Zwecken und Domaingrabbing als Teil des Domainhandels (Registrierung von Domains auf Vorrat zwecks Verkauf) ist kaum möglich – beides umfasst die Registrierung von Domains in einer größeren Zahl als zur unmittelbaren eigenen Verwendung. Obwohl dieses Hamstern in vielen Fällen im Domainnamensrecht von der Rechtsprechung als legaler Aspekt des Domainhandels eingestuft wird, werden auch immer wieder spektakuläre Missbrauchsfälle bekannt.
Laut geltender Rechtsprechung ist das massenhafte Registrieren von Gattungsbegriffen, die naturgemäß nicht als Marken eingetragen werden können, nicht wettbewerbswidrig und somit weder zivil- noch strafrechtlich relevant.

## Umstrittene Fälle und Folgen
EURid, das Register der Top-Level-Domain eu, ging im Jahr 2007 gerichtlich gegen eine Registrantin von 10.000 .eu-Domains vor, der es vorwarf, keine EU-Bürgerin und damit nicht anspruchsberechtigt zu sein. Dies war bereits der zweite bekannte Fall missbräuchlichen Domaingrabbings bei der eu-Top-Level-Domain. Schon im Jahr zuvor war das EURid gegen eine Gruppe von Unternehmen mit Sitz auf Zypern vorgegangen, denen es unterstellt hatte, sich zu Beginn der Landrush-Phase der eu-Domain mit Hilfe von 400 Phantomregistraren einen unfairen Vorteil verschafft und so 74.000 Domains nicht für real existierende Kunden, sondern lediglich zum Zweck einer späteren Versteigerung registriert zu haben.
Unabhängig von systematischen Missbrauchsfällen trägt das Domaingrabbing ebenso wie das Cybersquatting generell dazu bei, dass sich der Anteil aktiv genutzter Adressen unter einer Top-Level-Domain zugunsten der lediglich zu spekulativen Zwecken reservierten Adressen verschieben kann. Hierdurch kann wie im Falle von .eu der Entwicklung der Top-Level-Domain selbst erheblicher Schaden zugefügt werden. So lag nach Untersuchungen des CIO von Irlands größter Suchmaschine und Webverzeichnis WhoisIreland.com, John McCormac, der Anteil aktiv genutzter .eu-Adressen im Juni 2007 nur bei 16 % gegenüber 57 % etwa bei der irischen Top-Level-Domain ie. In seinem Jahresbericht 2006 stellte auch das EURid allein 88 Fälle professionellen Domaingrabbings mit über 1.000 registrierten Adressen pro Registrant fest. In 6 dieser Fälle lag die Zahl der Registrierungen sogar über 10.000. Der Gesamtanteil an Adressen, die Ende 2006 an Registranten mit 5 und weniger .eu-Domainnamen vergeben waren, betrug so gerade 46 %.

## Politik und Marketing
Im Online-Marketing und bei Wahlkämpfen ist es ein beliebtes Hilfsmittel, besondere oder irreführende Domainnamen zu registrieren, um damit zum Beispiel Konkurrenten bloßzustellen, oder sich über diese lustig zu machen. Von Parteien wird besonders gerne eine Domain, die scheinbar zu einer gegnerischen Partei gehören müsste, registriert, um dort dann für die „falsche“ Partei Werbung zu machen, was gelegentlich zu einem größeren viralen Erfolg führen kann. Dies wird meistens als Domaingrabbing bezeichnet, ist technisch gesehen aber eher „Domainsquatting“ (Besetzung einer ungenutzten Domain).